# Грабар, Андрей Николаевич
Андрей Николаевич Грабар (фр. André Grabar; 26 июля 1896[…], Киев — 5 октября 1990, XVI округ Парижа) — русский и французский медиевист, историк искусства и археолог, специалист по истории средневекового и византийского искусства.
Родившись и получив образование в Российской империи, большую часть своей жизни он провёл в Болгарии, Франции и США, и его труды написаны частью на русском, частью на французском языках. Грабар считается одним из основоположников изучения византийского искусства и икон XII века. Член Академии надписей и изящной словесности Франции (1955), Болгарского археологического института (1921), Болгарской академии наук (1969) и ряда других академии.
Его сын Олег Грабар — тоже известный историк, специалист по истории средневекового исламского искусства.

## Биография
Андрей Грабар родился 26 июля [7 августа] 1896 года в семье юриста и сенатора Николая Степановича Грабара. Его мать, Елизавета Ивановна, происходила из семьи баронов Притвиц. Его младший брат, Пётр Грабар, был известным иммунологом.
После окончания в 1914 году Киевской гимназии Грабар отправился добровольцем на фронт в Галицию, однако вскоре был демобилизован по причине болезни. Поступив в Киевский университет на историко-филологический факультет, он перевёлся через год в университет Петрограда, куда семья переехала после того, как отец получил новое назначение. Там он примкнул к школе Н. П. Кондакова, занимался в семинаре его старшего ученика Д. В. Айналова.
После Февральской революции Грабару пришлось покинуть Петроград. Сначала он вернулся в Киев, а затем отправился в Одессу, где в то время преподавал Кондаков и там окончил курс. В январе 1920 году он покинул город и вместе с матерью отправился в Варну, Болгария.
В Болгарии Грабар работал в Археологическом музее в Софии, руководители которого, Андрей Протич и Богдан Филов помогали ему с поездками по стране. Там он познакомился со своей будущей женой, Юлией Ивановой.
В октябре 1922 года Грабар переехал в Страсбург, где ему было предложено место преподавателя русского языка в местном университете; там же он защитил докторскую диссертацию. В 1928 году семья получила французское гражданство, а в 1929 и 1933 годах родились сыновья Олег и Николай. В это время была написана его книга «Император в византийском искусстве», вышедшая в 1936 году. Книга произвела сильнейшее впечатление на научную общественность. Вскоре автор получил от патриарха французской византинистики Габриэля Милле предложение занять его место в Практической школе высших исследований.
В 1938 году Грабар переехал в Париж, где плодотворно занимался исследованиями; перипетии Второй мировой войны его не коснулись. В течение многих лет он прослужил профессором византийской археологии в Коллеж де Франс, а в 1958 году он переехал в США, где стал одной из центральных фигур Думбартон-Окс.
Умер 5 октября 1990 года в Париже.

## Труды
- La peinture religieuse en Bulgarie, Paris: P. Geuthner, 1928
- Byzantine Painting: Historical and Critical Study, Geneva: Skira, 1953
- Early Medieval Painting from the Fourth to the Eleventh Century: Mosaics and Mural Painting, New York: Skira, 1957
- Ampoules de Terre Sainte (Monza, Bobbio), Paris, C. Klincksieck, 1958. Now the standard monograph, with 61 photographs and 70 pages of commentary. (See Leroy review, below.)
- Romanesque Painting from the Eleventh to the Thirteenth Century, New York: Skira, 1958
- Christian Iconography: a Study of its Origins, A.W. Mellon Lectures in the Fine Arts, 1961.
- Byzantine and Early Medieval Painting, New York: Viking Press, 1965
- The Beginnings of Christian Art, 200—395, Arts of Mankind 9. London: Thames & Hudson, 1967 Princeton, NJ: Princeton University Press, 1968.
- Фрески апостольского придела Киево-Софийского собора. — Петроград, 1917. — [2], 9 с., 1 л. ил.
- Нерукотворенный Спас Ланского собора. — Прага : Seminarium kondakovianum, 1930. — 36, [1] с., [8] л. ил. — (Зографика. Памятники иконописи)
- Грабар А. Император в византийском искусстве = L'Empereur dans l'art byzantin. — М.: Научно-издательский центр «Ладомир», 2000. — 328 с. — ISBN 5-86218-308-6. (с биографической справкой Э. Смирновой)